# International Supercomputing Conference
Pour les articles homonymes, voir ISC.
La Conférence internationale sur le calcul intensif (International Supercomputing Conference) est une conférence annuelle sur le calcul intensif qui se déroule en Europe depuis sa création, en 1986.
Elle ne doit pas être confondue avec ACM/IEEE Supercomputing Conference qui se tient aux États-Unis depuis 1988.

## Historique
En 1986, le professeur Dr Hans Werner Meuer (en), directeur du centre de calcul et professeur à l’université de Mannheim (Allemagne) a cofondé et organisé le "Séminaire de calcul intensif de Mannheim" qui a accueilli 81 participants.  Par la suite, cette rencontre a été organisée à nouveau les années suivantes et est devenue l'International Supercomputing Conference and Exhibition (ISC). La conférence comprend des exposés donnés par des chercheurs. Depuis 1993, la conférence accueille un évènement important : au cours de la conférence sont annoncés les ordinateurs faisant partie du TOP500, une liste des 500 ordinateurs les plus performants du monde. À noter que cette liste est mise à jour deux fois par an, dont une fois durant l'International Supercomputing Conference, et l'autre évènement étant Supercomputing.
La conférence a fêté ses 25 ans lors d'une assemblée le 30 mars 2010 à Hambourg en Allemagne.
| Année | Lieu                  | Conference                              |
| ----- | --------------------- | --------------------------------------- |
| 2015  | Francfort, Allemagne  | International Supercomputing Conference |
| 2014  | Leipzig, Allemagne    | International Supercomputing Conference |
| 2013  | Leipzig, Allemagne    | International Supercomputing Conference |
| 2012  | Hambourg, Allemagne   | International Supercomputing Conference |
| 2011  | Hambourg, Allemagne   | International Supercomputing Conference |
| 2010  | Hambourg, Allemagne   | International Supercomputing Conference |
| 2009  | Hambourg, Allemagne   | International Supercomputing Conference |
| 2008  | Dresde, Allemagne     | International Supercomputing Conference |
| 2007  | Dresde, Allemagne     | International Supercomputing Conference |
| 2006  | Dresde, Allemagne     | International Supercomputing Conference |
| 2005  | Heidelberg, Allemagne | International Supercomputing Conference |
| 2004  | Heidelberg, Allemagne | International Supercomputing Conference |
| 2003  | Heidelberg, Allemagne | International Supercomputing Conference |
| 2002  | Heidelberg, Allemagne | International Supercomputing Conference |
| 1993  | Mannheim, Allemagne   | Mannheim Supercomputer Seminar          |